# Oberbuchach
Oberbuchach je naselje občine Cirkno v okraju Šmohor na Koroškem v Avstriji.